# Kibombo
Kibombo es una población de la República Democrática del Congo en la provincia de Maniema, a la izquierda del río Lualaba (3°54′S 25°55′E / -3.900, 25.917). Posee pequeñas industrias agrícolas y de transformación.
- Datos: Q3196322